# Kaizuka (Osaka)
Kaizuka (貝塚市 Kaizuka-shi?) es una ciudad localizada en la prefectura de Osaka, Japón. En julio de 2019 tenía una población estimada de 85.895 habitantes y una densidad de población de 1.955 personas por km². Su área total es de 43,93 km².

## Geografía

### Localidades circundantes
- Prefectura de Osaka
  - Kishiwada
  - Izumisano
  - Kumatori
- Prefectura de Wakayama
  - Kinokawa

## Demografía
Según datos del censo japonés, la población de Kaizuka se ha mantenido estable en los últimos años.
| Año del censo | Población |
| ------------- | --------- |
| 1995          | 84.653    |
| 2000          | 88.523    |
| 2005          | 90.267    |
| 2010          | 90.492    |
| 2015          | 88.694    |